# August Raskie
August Raskie (Colorado Springs, 13 dicembre 1996) è una pallavolista statunitense, palleggiatrice delle Grand Rapids Rise.

## Carriera

### Club
La carriera di August Raskie inizia nei torneo scolastici del Colorado, giocando per la Rampart HS. Dopo il diploma entra a far parte della squadra universitaria della Oregon, partecipando alla NCAA Division I dal 2015 al 2018.
Nella stagione 2019-20 firma il suo primo contratto professionistico nella Serie A1 italiana, con la Wealth Planet Perugia, mentre nella stagione seguente emigra nella Ligue A francese, dove veste la maglia del Béziers. Nel campionato 2021-22 torna nella massima divisione italiana, difendendo i colori della Trentino Rosa, mentre nell'annata seguente è nuovamente di scena nel massimo campionato transalpino, indossando la casacca del Venelles.
In seguito torna di scena in patria, disputando la Pro Volleyball Federation 2024 con le San Diego Mojo, mentre nell'edizione seguente del torneo veste la casacca delle Grand Rapids Rise.

## Palmarès

### Premi individuali
- 2018 - All-America Third Team
- 2018 - NCAA Division I: Minneapolis Regional All-Tournament Team